# Made Koppa, Shimoga
Made Koppa là một làng thuộc tehsil Shimoga, huyện Shimoga, bang Karnataka, Ấn Độ.